# خوسه تورس (دوچرخه‌سوار)
خوسه تورس (انگلیسی: José Torres؛ زادهٔ ۲۸ مارس ۱۹۹۵) دوچرخه‌سوار بی‌ام‌اکس بولیوی‌تبار اهل آرژانتین است.
وی در مسابقات کشوری و بین‌المللی در مجموع برندهٔ ۴ مدال طلا، ۲ مدال نقره شده است.